# 정홍순
정홍순(鄭弘淳, 1720년 ~ 1784년)은 조선 후기의 문신이며, 정조 때 우의정을 지냈다. 자는 의중(毅仲), 호는 호동(瓠東)이며 영의정 정광필의 후손이며, 영의정 정태화의 후손이다.

## 생애
영조 때 문과에 급제해 정언, 이조정랑, 지평, 부교리, 겸사서를 거쳐 암행어사로 부패한 탐관오리들을 적발하기도 했다. 이후 부교리, 부수찬, 겸문학, 교리, 겸필선을 거쳐 경기어사로 민정을 돌보기도 했다. 이후 교리, 겸문학을 거쳐 승지가 되고, 대사간과 도승지를 거쳐 광주부윤과 경기도관찰사로 외직에 나가 지경연사를 하다 대사헌을 지내고 함경도관찰사를 거쳐 이조참판이 되었다가 평안도관찰사를 거쳐 대사헌으로 지경연사를 겸한 뒤 호조판서, 형조판서로 동지성균관사를 겸하고 바로 이조판서가 되었다. 이후 형조판서, 이조판서, 예조판서, 공조판서를 두루 한 뒤 다시 이조판서, 예조판서, 호조판서를 거쳐 충주목사로 외직에 나갔다가 지경연사에 이어 좌참찬으로 승진하고, 예조판서로 내국제조를 겸했고 이조판서로 동지성균관사, 지경연사를 겸한 뒤 좌참찬, 우참찬, 병조판서로 내국제조를 겸하고 우빈객, 지돈녕부사를 거쳐 호조판서, 좌참찬, 예조판서를 거쳐 수어사와 병조판서를 하다 정조 때 호조판서로 연접도감제조를 거쳐 이조판서, 판의금부사, 호조판서, 병조판서를 거쳐 의정부우참찬, 형조판서를 거쳐 의정부우의정이 되고 우의정을 하며 정조의 신임으로 이후 판중추부사와 영중추부사에 이르렀다. 시호가 정민(靖敏)으로 내려졌다가, 뒤에 충헌(忠憲)으로 개시(改諡)되었다.